# 中新井村
中新井村（なかあらいむら）は、東京府北豊島郡に存在した村。

## 地名
時代によっては中新井のほかに中荒井や中新居で記される事もあるが、これらは一概に誤記と言い切ることは出来ない。
明治の大合併で吸収される中村は、本村や元村などと同様に親村の意を持ち、方や中新井村の新井は新居つまり新たに居たりという意もあるため、中新井村は中村の新居で中新居はないかという説がある。
また、それぞれの村の小名には、中新井村には本村、東本村、西本村など、中村には新屋敷などがあり、新屋敷は本村から離れて出来た新たな集落を指す事から、先の説とは正反対とも取れる。
更に、新屋敷も誤記で荒屋敷であるするならばまた別の説となるなど、中新井村の地名の由来は定かではない。

## 地理
現在の東京都練馬区の豊玉上、豊玉北、豊玉中、豊玉南、中村北、中村および中村南に相当する。
- 河川:千川上水、中新井川

## 歴史
- 1631年（寛永08年） - 検地が行われる[2] [3]。
- 1696年（元禄09年） - 千川上水が通水[2]。
- 1698年（元禄11年） - 板倉勝重以来板倉宗家の知行であったが天領となった[4]。
- 1707年（宝永04年） - 千川上水を灌漑用水として使用することが許される[2]。
- 1827年（文政10年） - 文政の改革により中野村を大惣代とする組合村（寄場組合）に所属する[5]。『新編武蔵風土記稿』では豊島郡野方領の内に記されている[6]。
- 1868年（明治元年） - 明治維新により、はじめ鎮台府、ついで武蔵知県事松村忠四郎の管轄となるが[7]、まもなく古賀定雄に交代[8]。
- 1869年3月21日（明治2年2月9日） - 武蔵知県事古賀定雄の管轄区域に品川県が設置される[9]。
- 1870年1月19日（明治2年12月18日） - 品川県内の寄場組合が廃止され、22番組の所属となる。
- 1872年1月14日（明治4年12月5日） - 東京府に編入され新宿口第22区の所属となる。
- 1873年（明治06年）3月18日 - 朱引外大小区改正により東京府第8大区7小区の所属となる[10]。
- 1878年（明治11年）11月2日 - 郡区町村編制法施行により東京府北豊島郡中新井村となる[2]。
- 1879年（明治12年）3月14日 - 東京府数町村連合会規則により、中新井・中村連合村（人口1,310人）を設置する[2]。
- 1889年（明治22年）5月1日 - 同年4月1日の町村制施行に伴い、本地域で明治の大合併が起こる。
  - 中新井村は西に隣接した中村を吸収合併し、それぞれを大字とする。
- 1932年（昭和07年）10月1日 - 東京府東京市板橋区に新設合併され、中新井村は廃止となる。

中新井村は2町に分立し、
- 中新井町（旧：中新井村、現：豊玉上、豊玉北、豊玉中、豊玉南）
- 中村町（旧：中村、現：中村北、中村、中村南）

と名付けられる。
練馬地区には練馬派出所と石神井派出所が設置されるも、重要な書類は板橋区役所まで行かないとならない。
- 1940年（昭和15年） - 地番整理により中新井町は、豊玉と改称される。
- 1944年（昭和19年）5月1日 - 練馬派出所は練馬支所、石神井派出所は石神井出張所へ昇格。

### 町名の変遷
板橋区成立時の町名改称は以下のとおり。
| 実施後         | 実施年月日    | 実施前（いずれも特記ない場合は全域）     |
| -------------- | ------------- | ---------------------------------------- |
| 中新井町一丁目 | 1932年10月1日 | 大字中新井字北新井・北於林・南於林       |
| 中新井町二丁目 | 1932年10月1日 | 大字中新井字辨天・中通・辨天前           |
| 中新井町三丁目 | 1932年10月1日 | 大字中新井字下新街・宮北・上新街         |
| 中新井町四丁目 | 1932年10月1日 | 大字中新井字東本村・本村・西本村・池ノ下 |
| 中村町一丁目   | 1932年10月1日 | 大字中字原・寺原・新屋敷                 |
| 中村町二丁目   | 1932年10月1日 | 大字中字精進・籠原・南                   |
| 中村町三丁目   | 1932年10月1日 | 大字中字北原・中内・城山                 |

## 行政
- 中新井村役場 - 大字中新井1814番地

## 寺院・神社
- 氷川神社 - 大字中新井1576番地、豊玉南2-15-5
- 八幡神社 - 大字中514番地、中村南3-2-1
- 南蔵院 - 大字中村、中村1-15-1
- 正覚院 - 大字中新井1571番地、豊玉南2-15-2

## 教育

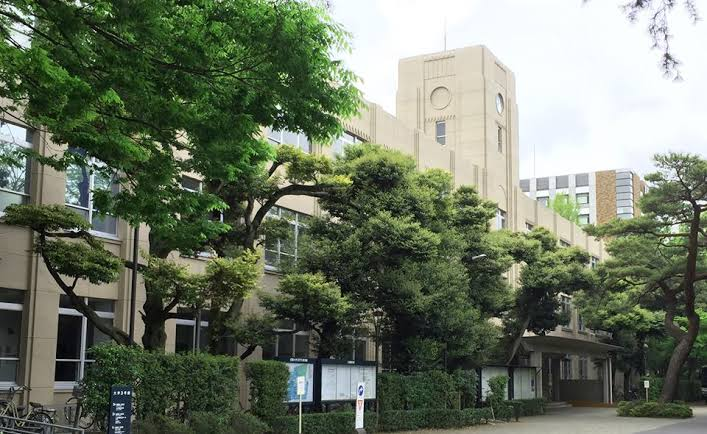
武蔵高校本館（現・武蔵大学3号館）

- 武蔵高等学校
- 富士見高等女学校
- 中新井村実業補習学校
- 中新井村青年訓練所
- 豊玉尋常高等小学校
- 中新井幼稚園

## 交通

### 鉄道
- 武蔵野鉄道（現西武池袋線）
  - 中村橋駅
- 練馬駅（都営地下鉄大江戸線）は開業していなかった。

### 乗合自動車
- 大正自動車（東横乗合→東京急行電鉄→京王帝都電鉄→京王バス東・中野営業所）

中野駅北口-中野電信隊裏-新井仲通-刑務所前-沼袋駅前-百観音下-丸山-貞源寺前-第二小学校前-療養所前-徳田-中新井中通-下新街-中新井（江古田橋）-練馬駅前

### 道路
- 府費支弁道
  - 埼玉道 - 現在の東京都道442号北町豊玉線および東京都道441号池袋谷原線の各一部
  - 關道
  - 清戸道
  - 杉並道

## 名所・旧跡
- 良辨塚/良弁塚（中村3-11）